# Даниил Кефалианос
Даниил (на гръцки: Δανιήλ) е православен гръцки духовник, епископ на Вселенската патриаршия.

## Биография
Роден е на Патмос със светското име Кефалианос (Κεφαλιανός). Учи в Атина. Представител е на Йерусалимската патриаршия в Москва от 1862 до 1865 година, след което се установява в Цариград.
На 16 ноември 1870 година в патриаршеската катедрала „Свети Георги“ в Цариград е ръкоположен за титулярен велички епископ и е назначен за викарий на митрополит Дионисий Дабробосненски. Ръкополагането е извършено от митрополит Агатангел Драмски в съслужение с епископите Ананий Йераполски и Мелетий Мелитински.
На 7 март 1875 година заема катедрата на лернийски епископ.
Умира на Калимнос на 3 юли 1888 година.